# Keitumetse Maitseo
Keitumetse Maitseo (* 9. Juni 1999) ist ein botswanischer Sprinter und Hürdenläufer, der sich auf die 400-Meter-Distanz spezialisiert hat.

## Sportliche Laufbahn
Erste Erfahrungen bei internationalen Meisterschaften sammelte Keitumetse Maitseo im Jahr 2022, als er bei den Afrikameisterschaften in Port Louis mit 51,67 s in der ersten Runde im 400-Meter-Hürdenlauf ausschied und mit der Mixed-Staffel in 3:21,85 min gemeinsam mit Collen Kebinatshipi, Motlatsi Rante und Christine Botlogetswe die Goldmedaille gewann. Zudem kam er in der Männerstaffel im Vorlauf zum Einsatz und trug damit zum Gewinn der Goldmedaille bei. Anschließend verhalf er der Männerstaffel bei den Weltmeisterschaften in Birmingham zum Finaleinzug und auch bei den Commonwealth Games in Birmingham erreichte er mit der Staffel das Finale und trug damit zum Gewinn der Silbermedaille bei.

## Persönliche Bestzeiten
- 400 Meter: 45,63 s, 15. Mai 2022 in Francistown
- 400 m Hürden: 49,91 s, 12. März 2022 in Gaborone